# 中鳥川
中鳥川（なかとりがわ）は、徳島県三好市及び美馬市を流れる河川である。

## 地理
三好市の三野地区の吉野川左岸で分派し、滝谷川、箸ヶ谷川、高瀬谷川、船屋谷川、黒谷川が合流し、再び美馬市美馬町中鳥で吉野川に合流する。
上流部は、2012年（平成24年）の堤防の築堤により吉野川からの流入がなくなり、滝谷川から分派する形状に変更され、地元との調整により名称を芝生中鳥川と変更し、新たに河川指定された。2009年（平成21年）には、美馬市美馬町中鳥に中鳥川の親水公園の水辺の楽校中鳥川公園が開校した。
中島川周辺の吉野川には、1726年（享保11年）の吉野川の大洪水によって南岸から切りはなされた中鳥島がある。

## 支流
- 滝谷川
- 箸ヶ谷川
- 高瀬谷川
- 船屋谷川
- 黒谷川

## 流域の主な施設
- 西部健康防災公園
  - 三好市三野健康防災公園
  - 四国三郎の郷
- 水辺の楽校中鳥川公園